# 52 Leonis
52 Leonis, eller k Leonis, är en gul jätte i stjärnbilden Lejonet.
52 Leonis har visuell magnitud +5,48 och är svagt synlig för blotta ögat vid normal seeing. Den befinner sig på ett avstånd av ungefär 285 ljusår.